# Delias jordani
Delias jordani är en fjärilsart som beskrevs av Sir George Hamilton Kenrick 1909. Delias jordani ingår i släktet Delias och familjen vitfjärilar. Inga underarter finns listade i Catalogue of Life.